# Xerosollya
Xerosollya is een geslacht uit de familie Pittosporaceae. Het geslacht telt een soort die endemisch is in Australië.

## Soorten
- Xerosollya gilbertii Turcz.